# Паршуков, Павел Дмитриевич
Па́вел Дми́триевич Паршуко́в (17.04.1928—09.11.1995) — машинист паровоза, Герой Социалистического Труда (1959).

## Биография
Родился в д. Дьяковка Льговского района. Трудовую деятельность начал в городе Льгов.
Потом работал машинистом, машинистом-инструктором, старшим машинистом паровозного депо Фаянсовая Московско-Киевской железной дороги (Кировский район Калужской области).
В 1959 году, в 31-летнем возрасте, был удостоен звания Героя Социалистического Труда — за выдающиеся успехи, достигнутые в деле развития железнодорожного транспорта (Указ Верховного Совета Союза Советских Социалистических Республик от 01.08.1959). Стал первым в Калужской области Героем Соцтруда.
В 1961 году избирался делегатом XXII съезда КПСС.
Заочно окончил институт инженеров транспорта. Работал зам. начальника и начальником депо Фаянсовая, зам. начальника и начальником локомотивного депо Калуга (1967—1970), начальником локомотивного отдела и зам. начальника Калужского отделения Московской железной дороги (1970—1984).
Награждён орденом «Знак Почёта».